# Protocol van Den Haag 1955
Protocol tot het wijzigen van het te Warschau op 12 oktober 1929 ondertekende Verdrag tot het brengen van eenheid in enige bepalingen inzake het internationale luchtvervoer (Den Haag, 28 september 1955).
Het Protocol van Den Haag 1955 trad voor Nederland in werking op 1 augustus 1963 en wijzigt een aantal bepalingen van het Verdrag van Warschau.
In totaal zijn 137 staten partij bij het protocol.